# Georges Lagouge
Georges Lagouge (Neuf-Mesnil, 5 novembre 1893 – Vieux-Mesnil, 8 settembre 1970) è stato un ginnasta francese.

## Palmarès

### Olimpiadi
- 1 medaglia:
  - 1 bronzo (Anversa 1920 nel concorso a squadre)